# Slovakiets håndboldforbund
Slovakiets håndboldforbund (slovakisk: Slovenský Zväz Hádzanej) (SZH) er det slovakiske håndboldforbund. Forbundets hovedkvarter ligger i landets hovedstad Bratislava. Forbundet er medlem af det europæiske håndboldforbund, European Handball Federation (EHF) og det internationale håndboldforbund, International Handball Federation (IHF). Forbundet har ansvaret for herrelandsholdet og damelandsholdet, samt ungdomslandsholdene, ligaerne og andre nationale, kommunale turneringer.